# Verner Blaudzun
Verner Blaudzun (ur. 23 marca 1946 w Sønderborgu) – duński kolarz szosowy, brązowy medalista olimpijski oraz dwukrotny medalista mistrzostw świata.

## Kariera
Pierwszy sukces w karierze Verner Blaudzun osiągnął w 1966 roku, kiedy wspólnie z Jørgenem Emilem Hansenem, Flemmingiem Wisborgiem i Ole Højlundem Pedersenem zdobył złoty medal w drużynowej jeździe na czas podczas mistrzostw świata w Nürburgu. Na rozgrywanych rok później mistrzostwach świata w Heerlen razem z Jørgenem Emilem Hansenem, Henningiem Petersenem i Leifem Mortensenem zdobył w tej samej konkurencji srebrny medal. W 1968 roku wystąpił na igrzyskach olimpijskich w Meksyku, gdzie indywidualnie zajął 29. pozycję, a w drużynie Duńczycy zajęli czwarte miejsce, przegrywając walkę o brąz z ekipą Włoch. Ostatni medal zdobył podczas igrzysk olimpijskich w Montrealu, gdzie wspólnie z Gertem Frankiem, Jørgenem Emilem Hansenem i Jørnem Lundem wywalczył brązowy medal w drużynowej jeździe na czas. Brał także udział w igrzyskach w Moskwie w 1980 roku, gdzie w rywalizacji indywidualnej uplasował się na 42. pozycji. Ponadto kilkakrotnie zdobywał medale mistrzostw krajów skandynawskich, w tym dwa złote w drużynie: w duńskim Vejle w 1965 roku i w norweskim Skien pięć lat później. Wielokrotnie zdobywał medale szosowych mistrzostw kraju, w tym siedem złotych.
Jego syn Michael Blaudzun również był kolarzem.